# Szabadságtelep (Nyírlugos)
Szabadságtelep a Szabolcs-Szatmár-Bereg vármegyei Nyírlugos különálló, külterületi településrésze. A város központjától mintegy 4 kilométerre délre fekszik, a 4905-ös út mentén. Kelet, dél és nyugat felél is Hajdú-Bihar vármegyéhez (Fülöphöz, illetve Nyíracsádhoz) tartozó területek veszik körül.
Nyírlugos határába olvadt be Szennyes, 1279-ben idevaló lakót említenek és egy e helyről nevezett család birtoka volt. A család a 14. századtól kezdve a vármegye életében is szerepet vállalt, egészen a 18. század elejéig, bár birtoka a 17. század vége óta már puszta volt, melyet a közeli hajdúváros, Vámospércs bérelt legelőnek. A 19. század folyamán benépesült, és ma népes külterülete Nyírlugosnak. 1967. január 1. óta Szabadságtelep a neve.